# Tephrinops velutisigna
Tephrinops velutisigna là một loài bướm đêm trong họ Noctuidae.